# Bangiophyceae
Le Bangiophyceae sono una classe di alghe rosse unicellulari, coloniali o pluricellulari.

## Descrizione
Possiedono un tallo filamentoso uniseriato o multiseriato non ramificato, talvolta fogliaceo ad accrescimento intercalare. Le cellule sono di norma uninucleate e possiedono un plastidio stellato con pirenoide.
La riproduzione sessuata si compie mediante oogameti privi di flagelli (spermazi e oosfere). Gli spermazi hanno origine negli anteridi; l'oosfera è contenuta nel carpogonio, dotato di un'appendice (tricogino) destinata al contatto con i gameti maschili. Dalla fecondazione dello zigote originano quasi subito le carpospore, spore diploidi che germinando producono un tallo detto monosporofito. Il monosporofito presenta sporangi che per meiosi producono monospore, spore aploidi, dalla cui germinazione ha origine il gametofito.
Il ciclo biologico di queste alghe è aplodiplonte. Hanno una dimensione non visibile ad occhio nudo.